# Maggie Cheung
Maggie Cheung of Maggie Cheung Man-Yuk) (Hongkong, 20 september 1964) (jiaxiang: Shanghai) is een actrice uit Hongkong. Ze spreekt Standaardkantonees, Standaardmandarijn, Shanghainees, Frans en Engels.

## Biografie
Maggie Cheung werd geboren in Hongkong en verhuisde later op achtjarige leeftijd met haar ouders naar Groot-Brittannië. In 1981 keerde de 1,68 meter lange Maggie Cheung terug naar Hong Kong om als model te gaan werken. In 1983 werd ze tweede bij de Miss Hong Kong verkiezing, waaraan ze een contract bij televisiezender TVB overhield. Jackie Chan zag haar optreden en vroeg haar voor zijn film Police Story. Daarna volgden nog vele films, waaronder diverse films van Wong Kar-Wai. Ze won in 1992 als eerste Aziatische actrice een Gouden Beer op het filmfestival van Berlijn. Ze trouwde in 1998 met de Franse filmregisseur Olivier Assayas, waarvan ze in 2001 weer scheidde.

## Filmografie
1984
- Behind the Yellow Line
- Prince Charming

1985
- Police Story
- It's a Drink, It's a Bomb
- Modern Cinderella

1986
- The Seventh Curse
- Happy Ghost 3
- Lost Romance

1987
- Project A Part 2
- The Romancing Star
- Heartbeat 100
- Sister Cupid

1988
- As Tears Go By
- Police Story 2
- Last Romance
- Faithfully Yours
- The Game They Call Sex
- The Nowhereman
- How to Pick Up Girls
- Moon, Star, Sun
- Mother vs. Mother
- Double Fattiness
- Paper Marriage
- Love Soldier of Fortune
- Call Girl '88

1989
- Doubles Cause Troubles
- The Iceman Cometh
- In Between Loves
- My Dear Son
- The Bachelor's Swan-Song
- Hearts No Flowers
- A Fishy Story
- Little Cop

1990
- Red Dust
- Farewell China
- Dragon From Russia
- Song of the Exile
- Heart into Hearts
- Full Moon in New York

1991
- Days of Being Wild
- Centre Stage
- Alan & Eric - Between Hello & Goodbye
- Will of Iron
- The Perfect Match
- Today's Hero

1992
- Police Story 3: Supercop
- Twin Dragons
- New Dragon Gate Inn
- Moon Warriors
- What a Hero!
- True Love
- All's Well, Ends Well
- White Rose

1993
- White Snake, Green Snake
- Heroic Trio
- Boys are Easy
- Mad Monk
- First Shot
- Executioners
- Flying Dagger
- The Eagle Shooting Heroes
- Enigma of Love
- Holy Weapon
- The Bare-Footed Kid
- Millionaire Cop

1994
- Ashes of Time
- In Between

1996
- Irma Vep (film)
- Comrades: Almost a Love Story

1997
- The Soong Sisters

1998
- Chinese Box

2000
- In the Mood for Love
- Augustin, King of Kung-Fu
- Sausalito

2002
- Hero

2004
- Clean
- 2046